# 桑原正貴
桑原 正貴（くわはら まさよし）は、日本の獣医学者。東京大学大学院農学生命科学研究科獣医学専攻教授、東京大学附属牧場長。元日本獣医循環器学会副会長。

## 人物・経歴
1983年東北大学農学部畜産学科卒業。1985年東京大学大学院農学系研究科畜産獣医学専攻修了、農学修士。1988年東京大学農学部助手、ジョージタウン大学医学部客員研究員。1992年農学博士。1996年東京大学大学院農学生命科学研究科助手。1998年東京大学大学院農学生命科学研究科助教授。2007年東京大学大学院農学生命科学研究科准教授。2008年日本獣医循環器学会副会長。2012年東京大学大学院農学生命科学研究科教授。2016年東京大学大学院農学生命科学研究科附属牧場牧場長。2017年日本獣医学会理事。2019年日本獣医学会監事。

## 受賞
- 2003年 日本実験動物学会Experimental Animals最優秀論文賞[1]
- 2006年 日本実験動物学会Experimental Animals最優秀論文賞[1]
- 2010年 日本心電学会誌最優秀論文賞[1]
- 2017年 日本毒性病理学会JTP学術賞JTP最優秀論文賞[1]